# DT Волка
DT Волка (лат. DT Lupi), HD 128087 — двойная затменная переменная звезда (E) в созвездии Волка на расстоянии приблизительно 2125 световых лет (около 652 парсеков) от Солнца. Видимая звёздная величина звезды — от +13,5m до +12,7m. Орбитальный период — около 1,4539 суток.

## Характеристики
Первый компонент — белая звезда спектрального класса A0V*, или A0*. Масса — около 2,55 солнечных, радиус — около 2,02 солнечных. Эффективная температура — около 7640 K.
Второй компонент. Радиус — около 1,9 солнечного.